# Luigi Giuseppe Lasagna
Luigi Giuseppe Lasagna, conosciuto come Dom Luís, (Montemagno, 4 marzo 1850 – Juiz de Fora, 6 novembre 1895) è stato un vescovo cattolico italiano naturalizzato brasiliano, religioso dei salesiani. È stato il fondatore delle opere salesiane in Brasile e in Uruguay.

## Biografia
Nato a Montemagno nel 1850, entra nel 1862 all'oratorio di Valdocco per frequentare il ginnasio. Tre anni dopo, si trasferì al collegio Mirabello, sotto la direzione di p. Giovanni Bonetti. Con l'aiuto di don Bosco divenne salesiano e fu inviato missionario in America Latina, nel 1876. Il 10 marzo 1893 fu eletto da papa Leone XIII vescovo titolare di Oea e ordinato il 12 marzo seguente dal cardinale Lucido Maria Parocchi.
Dom Luís inizia il ministero missionario in Uruguay e diventa direttore del Colegio de Villa Colón. Nel 1881 inaugura una stazione meteorologica, fondando successivamente un'università cattolica e una scuola superiore di agricoltura. Nel 1883 iniziò il ministero in Brasile.
Morì nel 1895 a Juiz de Fora, a soli 45 anni, vittima di un incidente ferroviario, schiacciato da due treni dell'Estrada de Ferro Central do Brasil. Nello stesso incidente morirono anche sette suore, altri cinque sacerdoti e un fuochista.

## Genealogia episcopale e successione apostolica
La genealogia episcopale è:
- Cardinale Scipione Rebiba
- Cardinale Giulio Antonio Santori
- Cardinale Girolamo Bernerio, O.P.
- Arcivescovo Galeazzo Sanvitale
- Cardinale Ludovico Ludovisi
- Cardinale Luigi Caetani
- Cardinale Ulderico Carpegna
- Cardinale Paluzzo Paluzzi Altieri degli Albertoni
- Papa Benedetto XIII
- Papa Benedetto XIV
- Papa Clemente XIII
- Cardinale Marcantonio Colonna
- Cardinale Giacinto Sigismondo Gerdil, B.
- Cardinale Giulio Maria della Somaglia
- Cardinale Carlo Odescalchi, S.I.
- Cardinale Costantino Patrizi Naro
- Cardinale Lucido Maria Parocchi
- Vescovo Luigi Giuseppe Lasagna, S.D.B.

La successione apostolica è:
- Arcivescovo Juan Sinforiano Bogarín (1895)